# Tapinoma rectinotum
Tapinoma rectinotum är en myrart som beskrevs av Wheeler 1927. Tapinoma rectinotum ingår i släktet Tapinoma och familjen myror. Inga underarter finns listade i Catalogue of Life.